# Tachydromia longyuwanensis
Tachydromia longyuwanensis är en tvåvingeart som beskrevs av Saigusa och Yang 2003. Tachydromia longyuwanensis ingår i släktet Tachydromia och familjen puckeldansflugor. Inga underarter finns listade i Catalogue of Life.